# Ultrarojalister
Ultrarojalister kallades den reaktionära högern i det franska parlamentet under den bourbonska restaurationen (1814–1830). Ultrarojalisterna vägrade att acceptera den franska revolutionens frihets- och jämlikhetsidéer och ville istället att det franska samhället skulle återgå till förrevolutionära förhållanden, vilket inkluderade återinförandet av den absoluta monarkin, adelns och kyrkans privilegier, idén att härskarens legitimitet utgick ifrån Gud och övriga traditionella normer och värderingar som rådde i landet under 1700-talet.

## Etymologi
"Ultrarojalist" blev i början av 1800-talet ett begrepp för de fransmän som ansågs vara "mer rojalistiska än konungen själv" (franska: plus royalistes que le roi). Begreppet kan i mer allmän betydelse även avse någon som är en väldigt stark anhängare av rojalism.

## Historik

### Bakgrund
Efter Napoleonkrigens slut återinsatte segrarmakterna på Wienkongressen 1814–15 det störtade kungahuset Bourbon på den franska tronen, men med begränsningar enligt 1814 års författning. För många ur de tidigare privilegierade samhällsklasserna var revolutionens tankegods oacceptabelt, inte minst den inskränkta kungamakten genom att parlamentet erhöll rätt att stifta lagar. I det omorganiserade parlamentet höjdes emellertid census så kraftigt att av cirka nio miljoner vuxna män hade endast drygt 100 000 rösträtt i val till underhuset, Deputeradekammaren. Under den konservative kung Ludvig XVIII:s styre 1815–1824 fortsatte den konstitutionella monarkin att utvecklas, om än med bevarad maktcentralisering hos kungen själv. För många ur adeln och prästerskapet var detta dock inte tillräckligt då de ville rensa bort alla spår av revolutionens demokratiska, liberala och republikanska idéer för ett fullständigt återställande av samhället till hur det såg ut före 1789. Efter att Ludvig XVIII återkom till makten 1815 efter de hundra dagarna utlöstes det så kallade vita skräckväldet där anhängare av kungahuset Bourbon förföljde de som misstänktes för att ha deltagit i franska revolutionen eller Napoleon Bonapartes styre.

### Under Ludvig XVIII (1815–1824)
Hög census liksom de politiska förföljelserna ledde till att de så kallade ultrarojalisterna fick en förkrossande majoritet med 305 av 402 mandat i Deputeradekammaren i det första underhusvalet 1815. För kungen framstod detta först som gynnsamt men ultrarojalisternas kompromisslösa vilja att återställa makt till kungahuset liksom försök att systematiskt bestraffa revolutionens ledare var för de flesta fransmän svårt att acceptera. Ludvig XVIII tvingades att upplösa underhuset 1816 för att istället låta de moderata Doctrinaires, som strävade efter att göra monarkin mer acceptabel för folket, få majoritet i kammaren. Ultrarojalisterna befann sig därefter i opposition till liberalare grupperingar i parlamentet 1816–1820 och kungen försökte bevara folkets förtroende genom att hålla distans till dem. 1820 mördades hertigen av Berry av en republikan vilket resulterade i ökat stöd för ultrarojalisterna som såg dådet som del av ett större hot mot kungamakten; hertigens far, den reaktionäre greven av Artois, övertalade därefter sin bror kungen att avsätta den moderate konseljpresidenten greve Élie Decazes. Från 1820 hade ultrarojalisterna återigen övertaget i fransk politik och då Ludvig XVIII avled 1824 efterträddes han på tronen av greven av Artois, sedermera Karl X av Frankrike, som stod ultrarojalisterna mycket nära.

### Under Karl X (1824–1830)

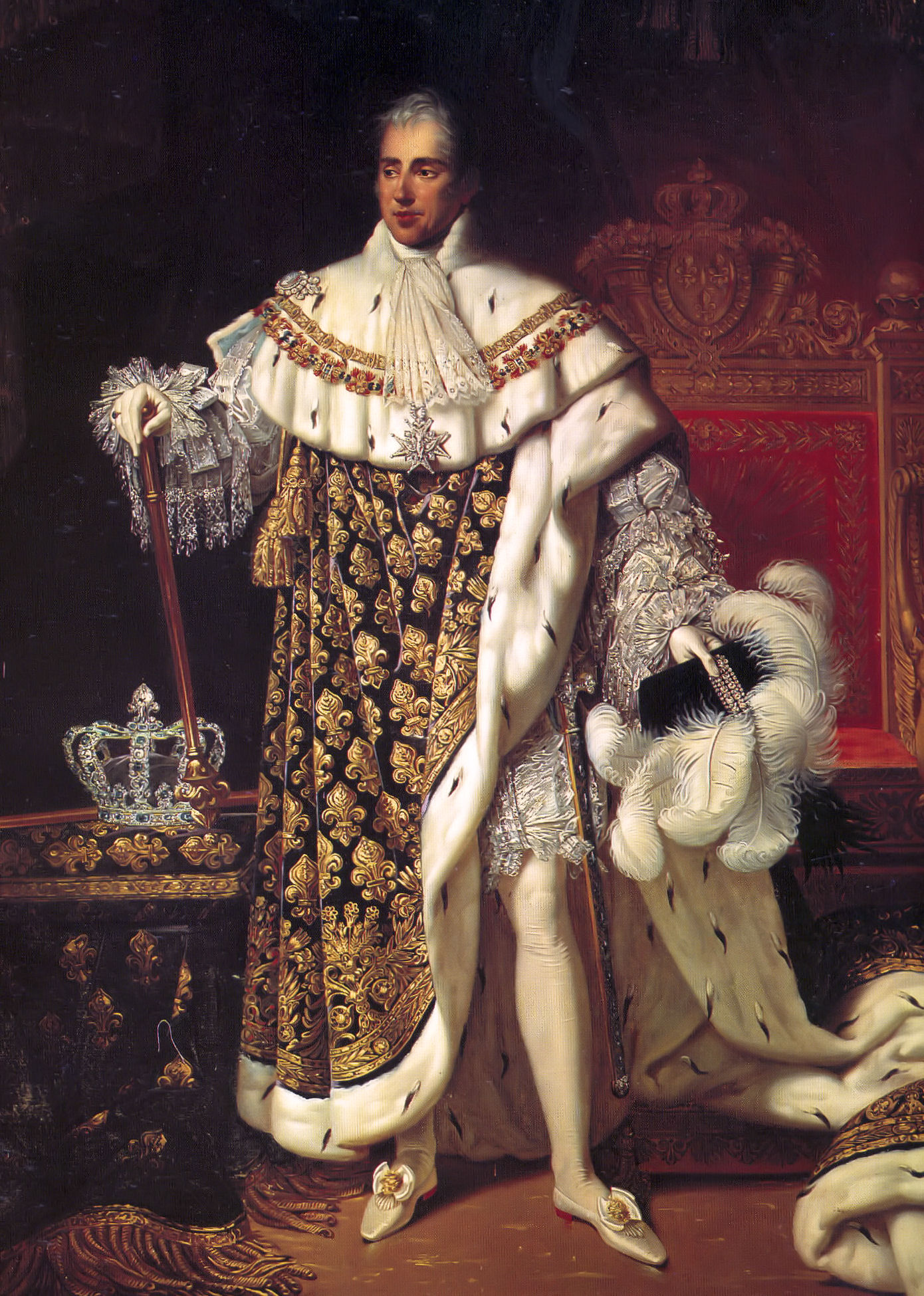
Karl X av Frankrike delade ultrarojalisternas inställning till den absoluta monarkin.

Karl X strävade efter att bli en absolut monark och under honom stärktes ultrarojalisternas position gentemot både liberaler och moderat konservativa, de hamnade i majoritet i underhuset och kunde driva igenom att armén åter skulle ställas under adelns kontroll och att Katolska kyrkans makt skulle öka. 1821–1828 var ultrarojalisternas ledare, greve Joseph de Villèle, Frankrikes konseljpresident och lät stifta en serie lagar som inskränkte de medborgerliga friheterna till fördel för en utökning av kungahusets, adelns och kyrkans makt. Särskilt 1825 års lag om helgerån, vilket belades med dödsstraff, väckte ilska hos befolkningen och de Villèles försök att inskränka pressfriheten och ändra arvsrätten så att storgodsen kunde återskapas röstades till och med ner i Pärskammaren. 1824–1827 hade ultrarojalisterna återigen majoritet i Deputeradekammaren men därefter dominerade de liberala, vilket banade för konflikt med kungen som 1829 ignorerade den liberala majoriteten och utsåg den ultrarojalistiske hertig Jules de Polignac till konseljpresident. Karl X:s försök att manipulera vallagarna för att stärka ultrarojalisterna mot liberalerna, som stöddes av den förmögna medelklassen, utmynnade i julirevolutionen 1830. Karl X tvingades då abdikera till förmån för den liberalare hertig Ludvig Filip av Orléans vilket för ultrarojalisterna innebar en kraftigt försvagad ställning. Ur ultrarojalisterna utvecklades legitimisterna, en djupt konservativ politisk gruppering som med tiden tvingades överge tanken på att återställa Frankrike till hur det såg ut innan 1789 men istället fick som mål att återinsätta den äldre linjen av huset Bourbon på tronen, vilken ju hade ersatts med huset Orléans 1830. Legitimisterna på den yttersta högerkanten stod i konflikt med de så kallade orléanisterna, vilka var mer moderat konservativa och stödde Ludvig Filip I:s anspråk på tronen inom ramverket för den konstitutionella monarkin.